# صقر محمد
صقر محمد مواليد 22 مايو 1991، لاعب كرة قدم إماراتي يجيد اللعب في الوسط .
مثل نادي حتا في الفئات السنية وانتقل إلى نادي العين عام 2009 و أعاره نادي العين إلى نادي اتحاد كلباء في عام 2016 و أعاره مرة أخرى في عام 2017 .

## روابط خارجية
- صقر محمد على موقع Soccerway.com (الإنجليزية)